# Niven Howie
Niven S. Howie (* 1964 in London) ist ein britischer Filmeditor.

## Leben
Obwohl Niven Howie bereits während seiner Universitätszeit seine Musikkarriere forcieren wollte, landete er Mitte der 80er Jahre in der Wardour Street, Soho in London, wo er Schnittassistent für Musikvideos wurde. Wegen seiner Musikaffinität schaffte es Howie schnell, einer der gefragtesten Editoren für Musikvideos in London zu werden. Nachdem er ab 1988 auch bei einigen Musikvideos Regie geführt hatte, baute er schnell Kontakte zur Filmindustrie auf und konnte nach der Bearbeitung von weiteren Werbespots erstmals 1991 eine Folge der britischen Fernsehserie 4 Play schneiden. Bereits 1994 wurde er von dem britischen Regisseur Julien Temple gefragt, ob er nicht für Bullet – Auge um Auge den Schnitt leiten wolle, was er anschließend auch tat. Danach folgten international erfolgreiche Filme wie Bube, Dame, König, grAS (1998) und Per Anhalter durch die Galaxis (2005).
Mehrfach arbeitete er mit Regisseur und Produzent Paul W. S. Anderson zusammen und schnitt Filme wie Resident Evil: Extinction (2007) und Resident Evil: Afterlife (2010). Letzterer war sein erster 3D-Film. 2012 folgte mit Resident Evil: Retribution ein weiterer Teil der Resident-Evil-Filmreihe. 
Seit 2015 ist Howie vermehrt auch für Fernsehserien und -filme tätig. Sein Schaffen umfasst mehr als 65 Produktionen.

## Filmografie (Auswahl)
- 1991: 4 Play (Fernsehserie, 1 Episode)
- 1996: Bullet – Auge um Auge (Bullet)
- 1998: Bube, Dame, König, grAS (Lock, Stock & Two Smoking Barrels)
- 2001: The Hole
- 2002: Doctor Sleep
- 2004: Dawn of the Dead
- 2004: Godsend
- 2005: Per Anhalter durch die Galaxis (The Hitchhiker's Guide to the Galaxy)
- 2006: Goal! II (Goal II – Living the Dream!)
- 2007: Resident Evil: Extinction
- 2007: Joe Strummer – The Future Is Unwritten (Joe Strummer: The Future Is Unwritten)
- 2008: Death Race
- 2009: After.Life
- 2009: Street Fighter: The Legend of Chun-Li
- 2010: Resident Evil: Afterlife
- 2012: The Raven – Prophet des Teufels (The Raven)
- 2012: Resident Evil: Retribution
- 2014: Step Up: All In
- 2015–2016: Powers (Fernsehserie, 6 Folgen)
- 2018: The Hurricane Heist
- 2018: Harry und Meghan – Eine königliche Romanze (Harry & Meghan: A Royal Romance)
- 2019: His Dark Materials (Fernsehserie, 3 Folgen)
- 2025: In the Lost Lands

## Auszeichnungen
BAFTA Award
- 1999: Bester Schnitt – Bube, Dame, König, grAS (nominiert)